# Ramdeora
Ramdeora är en ort i Indien.   Den ligger i distriktet Jaisalmer och delstaten Rajasthan, i den nordvästra delen av landet, 600 km väster om huvudstaden New Delhi. Ramdeora ligger 223 meter över havet och antalet invånare är 5 909.
Terrängen runt Ramdeora är platt. Runt Ramdeora är det ganska glesbefolkat, med 26 invånare per kvadratkilometer. Närmaste större samhälle är Pokaran, 9,9 km söder om Ramdeora. Omgivningarna runt Ramdeora är i huvudsak ett öppet busklandskap.